# Давыдов, Даниил Сергеевич
Даниил Сергеевич Давыдов (род. 6 марта 2004, Санкт-Петербург) — российский хоккеист, нападающий.

## Биография
Уроженец Санкт-Петербурга. Начинал заниматься хоккеем в школе «Серебряные львы», в 2014 году перешёл в «Динамо» СПб. В сезоне 2020/21 играл в команде НМХЛ «Динамо-576». Следующий сезон провёл в команде МХЛ МХК «Динамо» СПб. Летом 2022 года находился на пробном контракте с московским «Динамо». 15 сентября подписал двусторонний двухлетний контракт. На следующий день дебютировал в КХЛ, сыграв 34 секунду в домашнем матче против СКА (2:3), но из-за запрета руководства петербургского «Динамо» играть в МХК «Динамо» Москва, 22 сентября вернулся в «Динамо» СПб. 18 июля 2024 был отдан в аренду в «Северсталь».